# Isodon rugosus
Isodon rugosus là một loài thực vật có hoa trong họ Hoa môi. Loài này được (Wall. ex Benth.) Codd mô tả khoa học đầu tiên năm 1968.